# 조윌프리드 총가

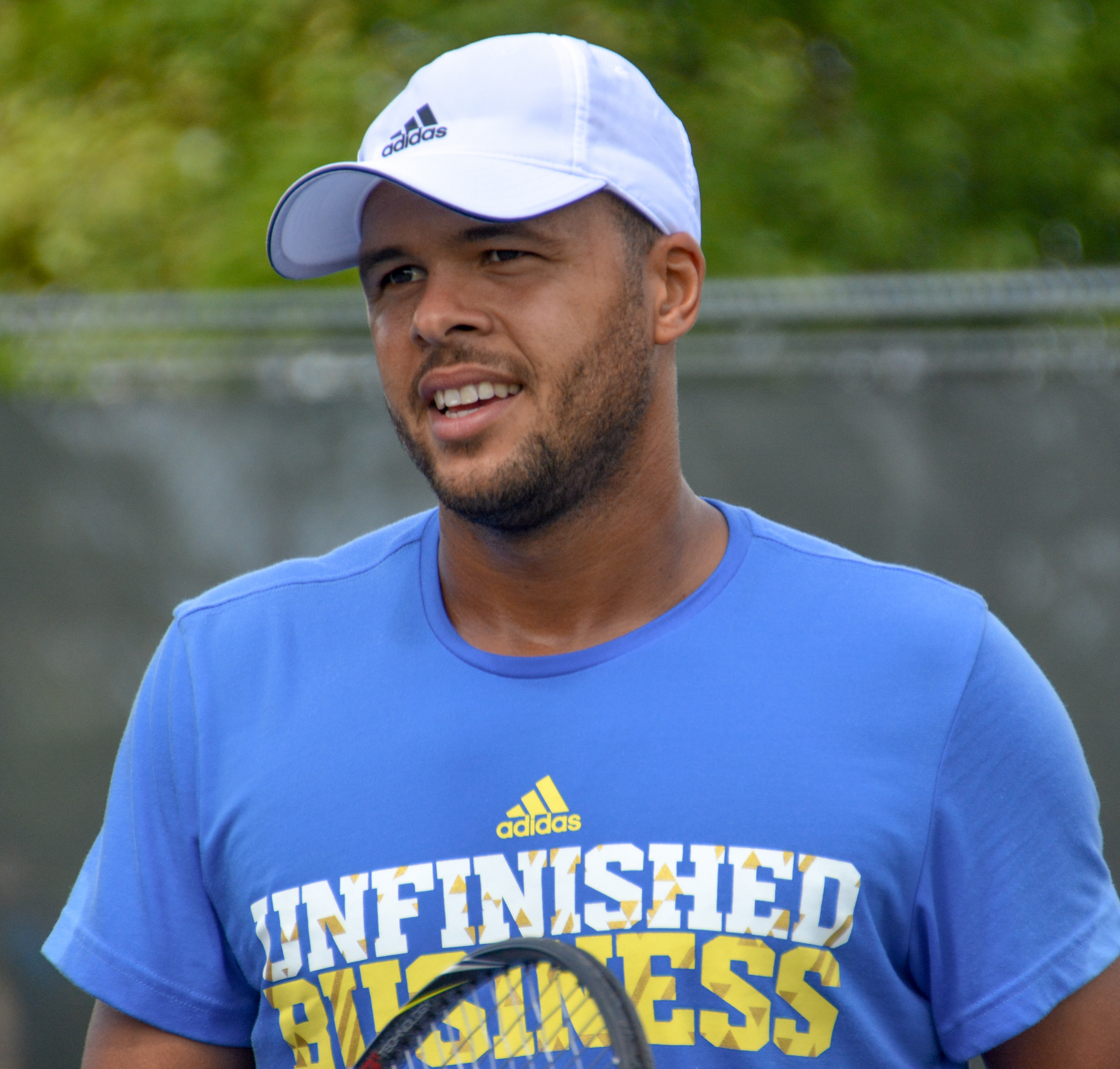

조 윌프리드 송가(프랑스어: Jo-Wilfried Tsonga, 1985년 4월 17일 ~ )는 프랑스의 프로 테니스 선수였다. 프랑스 르망 출생으로 아버지는 콩고 공화국 출신 이민자이다.